# Sonic Forces: Speed Battle
Sonic Forces: Speed Battle, auch vertrieben unter den vorübergehenden Namen Sonic Forces Mobile, Sonic Forces: Racing Battle, Sonic Forces: Running Battle und schlicht Sonic Forces, ist ein Free-to-play-Jump-’n’-Run-Computerspiel der Kategorie Endless Runner der Sonic-Spielreihe auf Mobilgeräten mit optionalen In-App-Käufen, das von SEGA HARDlight entwickelt und von Sega erstmals am 2. November 2017 für iOS sowie am 15. November 2017 für Android veröffentlicht wurde. 
In Sonic Forces: Speed Battle läuft die Spielfigur in einer dreidimensionalen Welt automatisch nach vorne und der Spieler muss Gefahren, Hindernissen oder Abgründen ausweichen oder über sie hinwegspringen und Gegenstände wie Ringe einsammeln. Das Gameplay ähnelt stark den ebenfalls erfolgreichen Mobilegames Temple Run (2011) oder Subway Surfers (2012).
Dieses Mobilespiel ist parallel mit dem Vollpreistitel Sonic Forces (2017) erschienen, welches für PC und Konsolen veröffentlicht wurde und sollte mehr oder weniger direkt das eigentliche Sonic Forces bewerben. Letztendlich wurde Sonic Forces: Speed Battle jedoch sogar kommerziell erfolgreicher, weswegen Sega den Namen des Mobilegames gelegentlich auf Sonic Forces abkürzt.
Es ist der Nachfolger von Sonic Dash (2013) und Sonic Dash 2: Sonic Boom (2014).

## Gameplay
Das Gameplay aller Spiele der Sonic-Dash-Serie inklusive Sonic Forces: Speed Battle ist im Grunde gleich: Der Spieler navigiert Sonic oder falls verfügbar, einen anderen Charakter seiner Wahl, über einen gleichmäßig breiten Weg mit in diesem Spiel zumeist vier Spuren, auf denen sich die Spielfigur bewegt. Als Spieler wischt man auf dem Touchscreen mithilfe einer Streichbewegung nach links oder rechts, um die Spielfigur auf eine der vier parallel laufenden Spuren zu wechseln, um Gegenstände wie Ringe sowie seltene, rote Ringe einzusammeln und sie mit einer Touchscreen-Bewegung nach oben mit der Spin Attack hochspringen oder nach unten rutschen und zu einer Kugel einrollen zu lassen, um Hindernisse zu umgehen oder Badnik-Roboter zu zerstören. Nimmt die Spielfigur an Hindernissen oder Robotern Schaden, verliert sie bereits gesammelte Ringe. Können hingegen 100 Ringe ohne Schaden eingesammelt werden, wird die Spielfigur etwas schneller.
Als Besonderheit dieses Spiels tritt man dabei jedoch zudem auch gegen andere Spieler an, welche dieselben Kurse gleichzeitig online in Echtzeit ablaufen. Der Spieler, welcher schneller ein Ziel eines Levels erreicht, erhält dabei bessere Belohnungen, es gibt ganze Trophäen-, Ranking- und Tierlisten-Systeme. Außerdem können auf der Strecke Items eingesammelt werden, von denen bis zu drei gehalten werden können. Mittels Antippen eines eingesammelten Items am unteren Bildschirm wird das jeweilige Item eingesetzt. Die Kurse können optisch im Stile der Zonen City, Green Hill, Sky Sanctuary, Mystic Jungle, Planet Wisp, Golden Bay und Emerald City dargestellt sein.
Die Leistungen und Ergebnisse in den Rennen haben verschiedene Schatztruhen zur Auswahl, welche Ringe, ausrüstbare Items oder neue Charaktere enthalten können. Durch das Anschauen eines Werbespots unmittelbar vor dem Öffnen einer Schatztruhe können die Inhalte dieser Schatztruhen noch hochwertiger ausfallen. Es werden stetig neue Fähigkeiten, Items und Charaktere hinzugefügt.

### Charaktere
Zum Launch von Sonic Forces: Speed Battle gab es zunächst 15 auswählbare Spielfiguren. Mit der Zeit wurden weitere Charaktere der Sonic-Spieleserie hinzugefügt. Alle Charaktere verfügen über verschiedene Werte in den Kategorien Geschwindigkeit, Beschleunigung und Stärke sowie jeweils drei Spezialitems.
| Spielbare Charaktere in Sonic Forces: Speed Battle | Spielbare Charaktere in Sonic Forces: Speed Battle | Spielbare Charaktere in Sonic Forces: Speed Battle |
| Figur im Spiel                                     | Hinzugefügt am                                     | seit Version                                       |
| -------------------------------------------------- | -------------------------------------------------- | -------------------------------------------------- |
| Sonic the Hedgehog                                 | Von Beginn an                                      | Version 1.0.0                                      |
| Miles Tails Prower                                 | Von Beginn an                                      | Version 1.0.0                                      |
| Knuckles the Echidna                               | Von Beginn an                                      | Version 1.0.0                                      |
| Amy Rose                                           | Von Beginn an                                      | Version 1.0.0                                      |
| Shadow the Hedgehog                                | Von Beginn an                                      | Version 1.0.0                                      |
| Rouge the Bat                                      | Von Beginn an                                      | Version 1.0.0                                      |
| Espio the Chameleon                                | Von Beginn an                                      | Version 1.0.0                                      |
| Charmy Bee                                         | Von Beginn an                                      | Version 1.0.0                                      |
| Vector the Crocodile                               | Von Beginn an                                      | Version 1.0.0                                      |
| E-123 Omega                                        | Von Beginn an                                      | Version 1.0.0                                      |
| Classic Sonic                                      | Von Beginn an                                      | Version 1.0.1                                      |
| Silver the Hedgehog                                | Von Beginn an                                      | Version 1.0.1                                      |
| Metal Sonic                                        | Von Beginn an                                      | Version 1.0.1                                      |
| Chaos                                              | Von Beginn an                                      | Version 1.0.1                                      |
| Zavok                                              | Von Beginn an                                      | Version 1.0.1                                      |
| Blaze the Cat                                      | 17. Januar 2018                                    | Version 1.4.0                                      |
| Cream the Rabbit                                   | 22. Februar 2018                                   | Version 1.5.0                                      |
| Big the Cat                                        | 10. Mai 2018                                       | Version 1.8.0                                      |
| Jet the Hawk                                       | 10. Juli 2018                                      | Version 2.1.0                                      |
| Zazz                                               | 31. Juli 2018                                      | Version 2.2.0                                      |
| Wave the Swallow                                   | 6. September 2018                                  | Version 2.3.0                                      |
| Witch Rouge                                        | 22. Oktober 2018                                   | Version 2.4.0                                      |
| Vampire Shadow                                     | 28. Oktober 2018                                   | Version 2.4.1                                      |
| Storm the Albatross                                | 14. November 2018                                  | Version 2.5.0                                      |
| Elf Classic Sonic                                  | 29. November 2018                                  | Version 2.6.0                                      |
| Santa Big                                          | 12. Dezember 2018                                  | Version 2.7.0                                      |
| Lunar Blaze                                        | 23. Januar 2019                                    | Version 2.8.0                                      |
| Lantern Silver                                     | 13. Februar 2019                                   | Version 2.9.0                                      |
| Spring Cream                                       | 11. April 2019                                     | Version 2.10.1                                     |
| Slugger Sonic                                      | 19. Juni 2019                                      | Version 2.11.0                                     |
| All-Star Amy                                       | 19. Juni 2019                                      | Version 2.11.0                                     |
| Tidal Wave                                         | 24. Juli 2019                                      | Version 2.12.0                                     |
| Tropical Storm                                     | 24. Juli 2019                                      | Version 2.12.0                                     |
| Ice Slicer Jet                                     | 17. September 2019                                 | Version 2.13.0                                     |
| Reaper Metal Sonic                                 | 23. Oktober 2019                                   | Version 2.14.0                                     |
| Zeena                                              | 10. Dezember 2019                                  | Version 2.15.0                                     |
| Movie Sonic                                        | 29. Januar 2020                                    | Version 2.16.0                                     |
| Baby Sonic                                         | 29. Januar 2020                                    | Version 2.16.0                                     |
| Langklaue                                          | 28. April 2020                                     | Version 2.17.0                                     |
| Tikal the Echidna                                  | 2. Juni 2020                                       | Version 2.18.0                                     |
| Tangle the Lemur                                   | 7. Juli 2020                                       | Version 2.19.0                                     |
| Whisper the Wolf                                   | 7. Juli 2020                                       | Version 2.19.0                                     |
| Excalibur Sonic                                    | 25. August 2020                                    | Version 2.20.0                                     |
| Treasure Hunter Knuckles                           | 7. Oktober 2020                                    | Version 3.0.0                                      |
| Elite Agent Rouge                                  | 7. Oktober 2020                                    | Version 3.0.0                                      |
| Jingle Belle Amy                                   | 14. Dezember 2020                                  | Version 3.2.0                                      |
| Quarterback Zavok                                  | 13. Januar 2021                                    | Version 3.3.0                                      |
| Dr. Eggman                                         | 23. Februar 2021                                   | Version 3.5.0                                      |
| Sir Lancelot                                       | 23. Februar 2021                                   | Version 3.5.0                                      |
| DJ Vector                                          | 12. Mai 2021                                       | Version 3.7.0                                      |
| Punk Zazz                                          | 12. Mai 2021                                       | Version 3.7.0                                      |
| Super Sonic                                        | 22. Juni 2021                                      | Version 3.8.0                                      |
| Sir Percival                                       | 22. Juni 2021                                      | Version 3.8.0                                      |
| Unicorn Cream                                      | 12. August 2021                                    | Version 3.9.0                                      |
| Sonic the Werehog                                  | 1. September 2021                                  | Version 3.10.0                                     |
| Infinite                                           | 10. November 2021                                  | Version 4.0.0                                      |
| Nutcracker Silver                                  | 10. November 2021                                  | Version 4.0.0                                      |
| Linebacker Omega                                   | 20. Januar 2022                                    | Version 4.1.0                                      |
| Lucky Whisper                                      | 20. Januar 2022                                    | Version 4.1.0                                      |
| Movie Tails                                        | 31. März 2022                                      | Version 4.3.0                                      |
| Movie Knuckles                                     | 31. März 2022                                      | Version 4.3.0                                      |
| Sir Gawain                                         | 10. Mai 2022                                       | Version 4.4.0                                      |
| Movie Super Sonic                                  | 6. Juni 2022                                       | Version 4.5.0                                      |
| E-102 Gamma                                        | 6. Juli 2022                                       | Version 4.6.0                                      |
| Paladin Amy                                        | 20. Juli 2022                                      | Version 4.7.0                                      |
| Super Shadow                                       | 1. September 2022                                  | Version 4.8.0                                      |
| Darkspine Sonic                                    | 1. September 2022                                  | Version 4.8.0                                      |
| Mephiles the Dark                                  | 27. September 2022                                 | Version 4.10.0                                     |
| Nine                                               | 14. Dezember 2022                                  | Version 4.13.0                                     |
| Rusty Rose                                         | 14. Dezember 2022                                  | Version 4.13.0                                     |
| Boscage Maze Sonic                                 | 23. Februar 2023                                   | Version 4.15.0                                     |
| Popstar Amy                                        | 30. März 2023                                      | Version 4.16.0                                     |
| Rockstar Rouge                                     | 30. März 2023                                      | Version 4.16.0                                     |
| Dragon Hunter Lancelot                             | 11. Mai 2023                                       | Version 4.17.0                                     |
| Super Silver                                       | 8. Juni 2023                                       | Version 4.18.0                                     |
| Knuckles the Dread                                 | 8. Juni 2023                                       | Version 4.18.0                                     |
| Thorn Rose                                         | 8. Juni 2023                                       | Version 4.18.0                                     |
| LEGO® Sonic                                        | 25. Juli 2023                                      | Version 4.19.0                                     |
| LEGO® Tails                                        | 25. Juli 2023                                      | Version 4.19.0                                     |
| LEGO® Amy                                          | 25. Juli 2023                                      | Version 4.19.0                                     |
| LEGO® Dr. Eggman                                   | 25. Juli 2023                                      | Version 4.19.0                                     |
| Panda Amy                                          | 15. August 2023                                    | Version 4.20.0                                     |
| Sir Galahad                                        | 15. August 2023                                    | Version 4.20.0                                     |
| Classic Super Sonic                                | 3. Oktober 2023                                    | Version 4.21.0                                     |
| Mummy Knuckles                                     | 3. Oktober 2023                                    | Version 4.21.0                                     |
| Warlock Infinite                                   | 3. Oktober 2023                                    | Version 4.21.0                                     |
| Surge the Tenrec                                   | 19. Oktober 2023                                   | Version 4.22.0                                     |
| Chrono Silver                                      | 19. Oktober 2023                                   | Version 4.22.0                                     |
| Snowdrift Sonic                                    | 5. Dezember 2023                                   | Version 4.23.0                                     |
| Alpha Grim Sonic                                   | 5. Dezember 2023                                   | Version 4.23.0                                     |
| Dragonfire Sonic                                   | 23. Januar 2024                                    | Version 4.24.0                                     |
| Dragonclaw Tails                                   | 23. Januar 2024                                    | Version 4.24.0                                     |
| Valentine Rouge                                    | 23. Januar 2024                                    | Version 4.24.0                                     |
| Jester Sonic                                       | 4. März 2024                                       | Version 4.25.0                                     |
| Red                                                | 4. März 2024                                       | Version 4.25.0                                     |
| Chuck                                              | 4. März 2024                                       | Version 4.25.0                                     |
| Series Knuckles                                    | 22. April 2024                                     | Version 4.26.0                                     |
| Metal Sonic 3.0                                    | 22. April 2024                                     | Version 4.26.0                                     |
| Drummer Cream                                      | 22. April 2024                                     | Version 4.26.0                                     |
| Pyromancer Blaze                                   | 22. April 2024                                     | Version 4.26.0                                     |
| Valiant Tails                                      | 10. Juni 2024                                      | Version 4.27.0                                     |
| Idol Shadow                                        | 10. Juni 2024                                      | Version 4.27.0                                     |
| Burning Blaze                                      | 10. Juni 2024                                      | Version 4.27.0                                     |
| Extreme Gear Sonic                                 | 24. Juli 2024                                      | Version 4.29.0                                     |
| Karate Knuckles                                    | 24. Juli 2024                                      | Version 4.29.0                                     |
| Fortune Teller Amy                                 | 24. Juli 2024                                      | Version 4.29.0                                     |

## Rezeption
Nach dem Erfolg des Vorgängers Sonic Dash (2013) mit über 500 Millionen Downloads und des geringeren Erfolgs von Sonic Dash 2: Sonic Boom (2014), konnte Sonic Forces: Speed Battle bis zum 16. März 2018 12 Millionen Downloads erreichen. Weitere Meilensteine waren 50 Millionen Downloads bis zum 21. April 2020 und 100 Millionen Downloads bis zum 30. September 2021.

„Uns konnte Sonic Forces Speed Battle begeistern, was auch daran liegt, dass uns Sonic seit Kindertagen begeistert. Auch wenn Sonic Forces Speed Battle für Android und iOS zunächst wie ein Endless Runner anmutet, wird man direkt danach eines besseren belehrt. So musst du dich hier gegen drei andere Spieler durchsetzen, indem du Power-Ups zu deinem Vorteil einsetzt. Zudem gibt es verschiedene Charaktere, wobei jeder spezielle Power-Ups und Eigenschaften mitbringt wie Geschwindigkeit, Beschleunigung und Kraft. Auch die musikalische Ummalung, die verschiedenen Welten und das Zufallsprinzip bei den Power-Ups machen Sonic Forces Speed Battle auch für längere Zeit spielenswert.“